# ロウアー・マハノイ郡区 (ペンシルベニア州ノーサンバーランド郡)

州内のノーサンバーランド郡の位置。

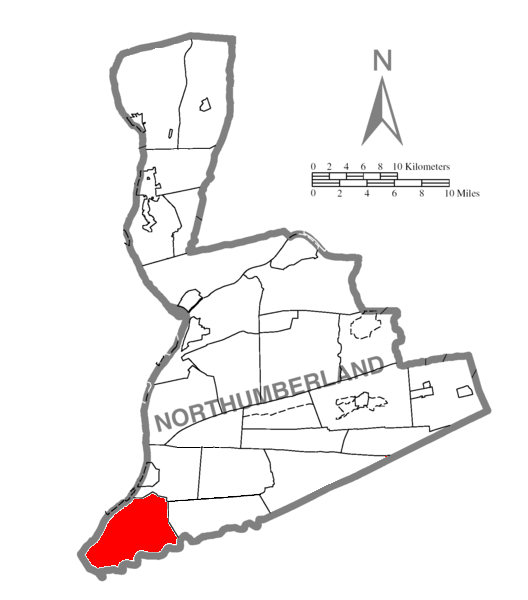
郡内のロウアー・マハノイ郡区の位置。

ロウアー・マハノイ郡区（Lower Mahanoy Township）は、アメリカ合衆国ペンシルベニア州ノーサンバーランド郡にある郡区である。2000年現在の人口は1,586人。

## 地理
アメリカ国勢調査局によると、ロウアー・マハノイ郡区の総面積は65.9km2。56.8km2が陸地で、9.2km2が水に覆われている。

## 人口
2000年の国勢調査によると、ロウアー・マハノイ郡区の人口は1,586人であり、634世帯、486家族が居住している。人口密度は 1平方キロメートルあたり27.9人である。691軒の家があり、1平方キロメートルあたり12.2軒の家が建っている。町の人種構成は、99.43%が白人、0.38%が黒人ないしアフリカ系アメリカ人、0.00%がアメリカ先住民、0.00%がアジア人、0.00%が太平洋諸島系、0.06%がその他の人種であり、0.13%は混血である。人口の0.19%はラテン系である。
全世帯の29.7%には18歳未満の子供が同居しており、67.5%は夫婦で一緒に生活している。5.0%は夫のいない女性が世帯主であり、23.3%は独身である。全世帯の19.9%は一人暮らしであり、9.1%が65歳以上である。平均世帯人数は2.50人、平均家族人数は2.85人である。
ロウアー・マハノイ郡区の人口は、22.2%が18歳未満、18歳以上24歳以下が7.4%、25歳以上44歳以下が28.0%、45歳以上64歳以下が26.5%、65歳以上が15.9%である。年齢の中央値は40歳である。女性100人に対して男性は104.9人であり、18歳以上の100人の女性に対して男性は103.3人である。
町の1世帯あたりの平均収入は39,279ドルであり、1家族あたりの平均収入は43,750ドルである。男性の平均収入が31,183ドルに対し、女性の平均収入は21,250ドルである。1人あたりの収入は17,097ドルである。人口の6.0%（全家族の2.6%）が極貧層である。18歳以下の住民の7.7%、65歳以上の住民の7.7%は貧しい生活を送っている。